# Turizmus

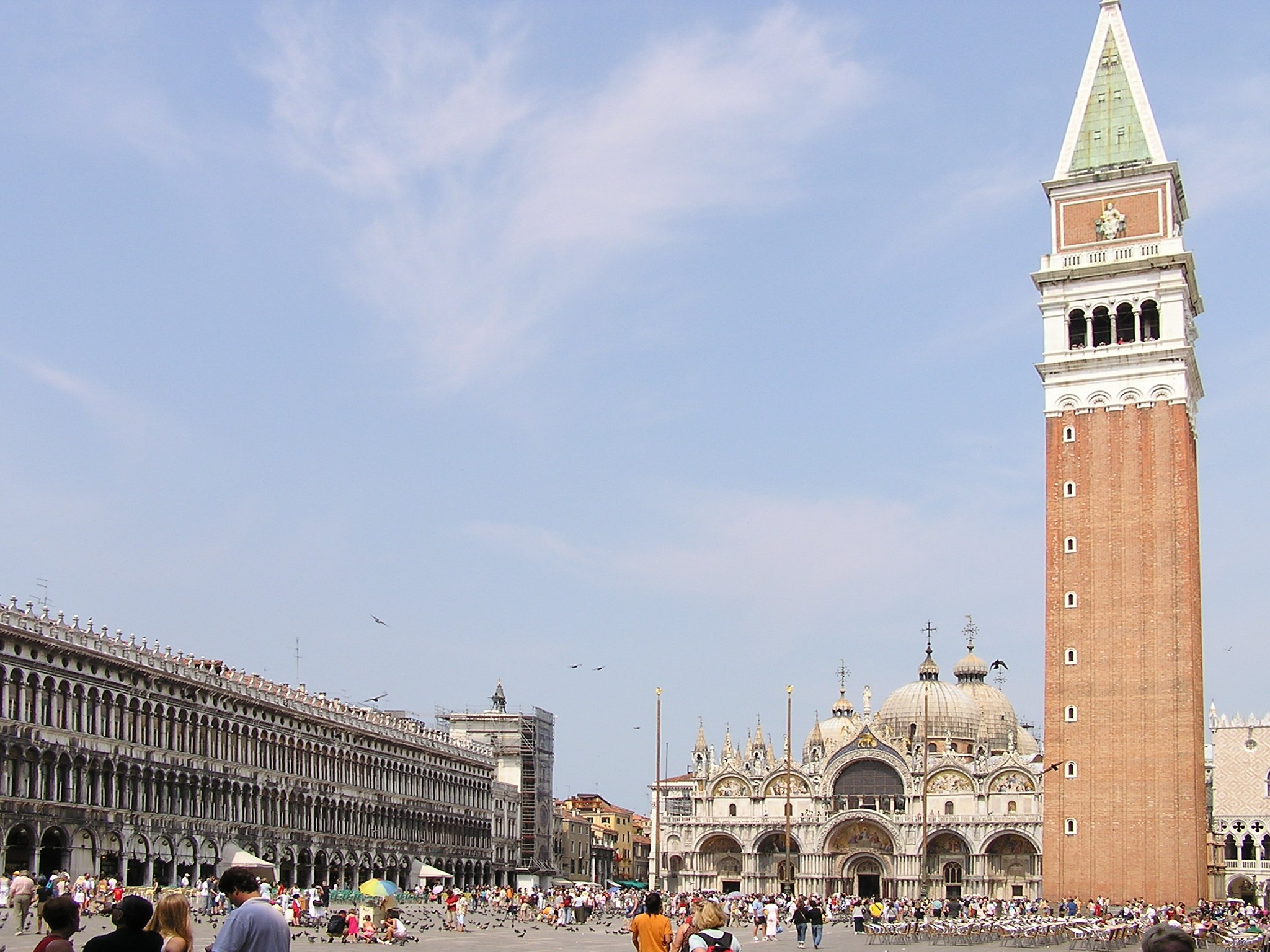
Turisták a velencei Szent Márk téren

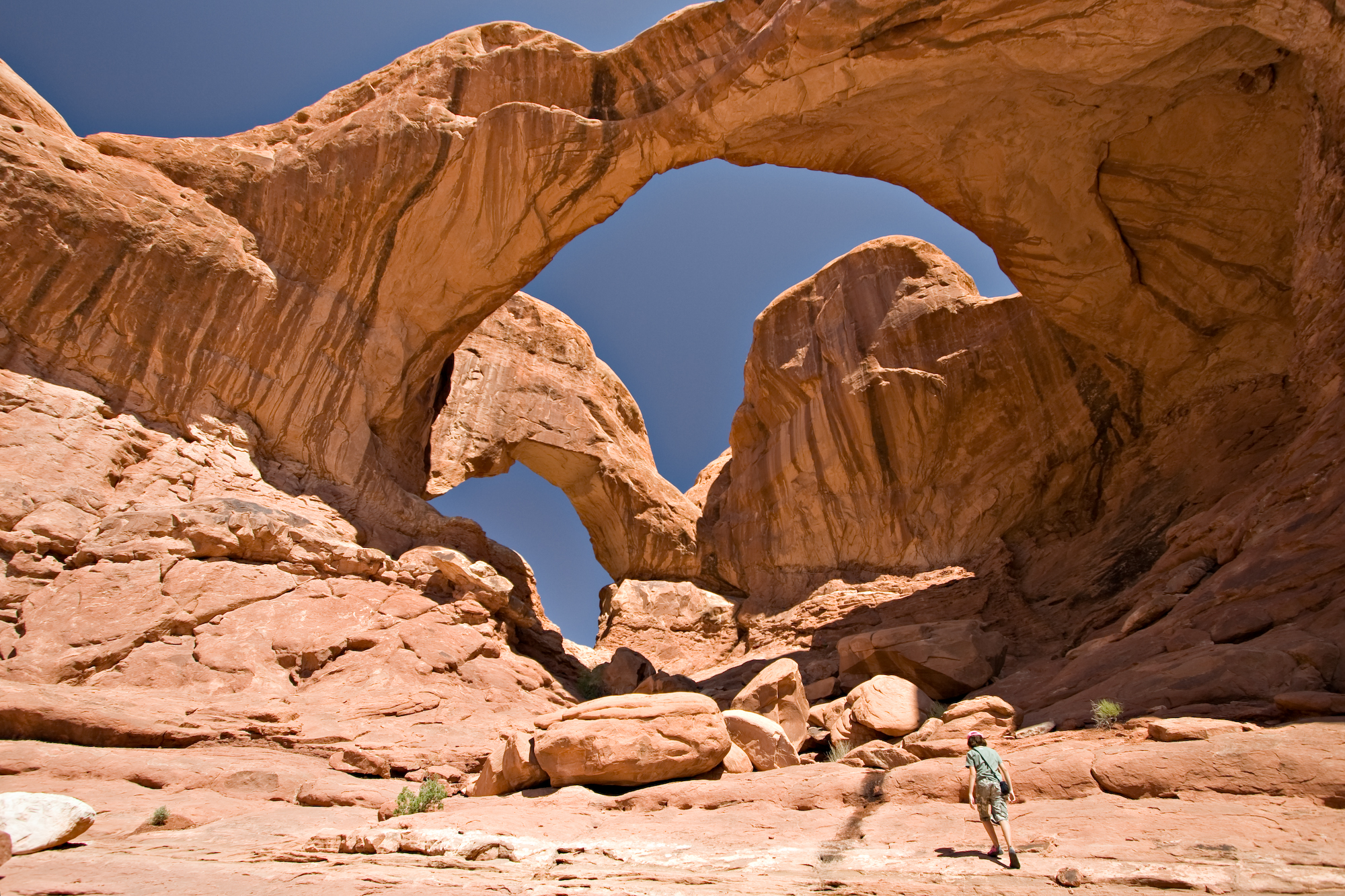
Nemzeti parkot látogató turista az USA-ban

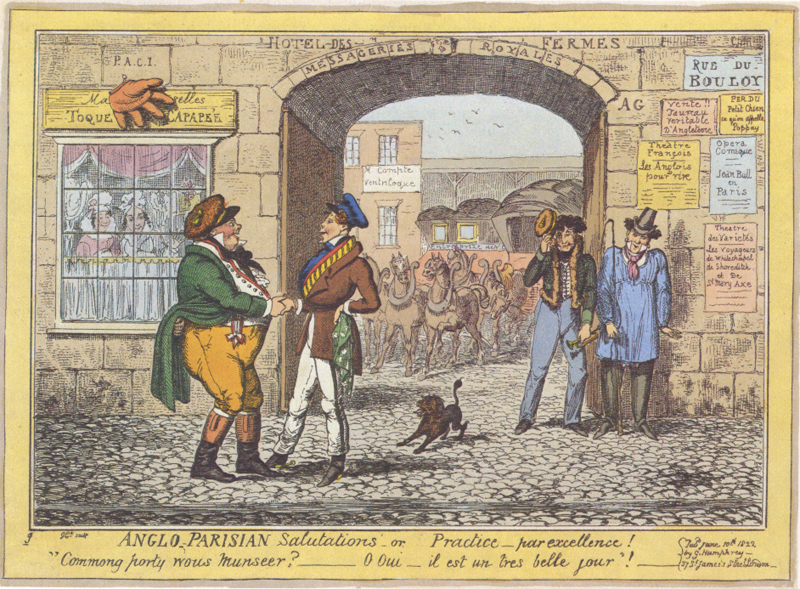
Egykori utazásszervezés- angol út Párizsba - plakátja

A turizmus fogalmán egyrészt az ember állandó életvitelén és munkarendjén (lakásán és munkahelyén) kívüli valamennyi helyváltoztatását és tevékenységét értjük, bármi legyen azok konkrét indítéka, időtartama és célterülete. A turizmus másrészt az ezzel kapcsolatos igények kielégítésére létrehozott anyagi-technikai és szervezeti feltételek, valamint szolgáltatások együttese. Két alapvető formája a hivatásturizmus és a szabadidő-turizmus.
- A hivatásturizmus a foglalkozással kapcsolatos helyváltoztatások során végzett szakmai és szabadidő-tevékenységek együttese.
- A szabadidő-turizmus az állandó lakáson kívüli szabad időben végzett és szabadon választott tevékenységek összessége, amelyeket az ember változatosságigénye motivál.

A turizmus egyrészt a turisták tevékenysége, másrészt és tágabb értelemben az idegenforgalom névvel is jelölt gazdasági ágazat, amely a turistatevékenységek köré szerveződő szolgáltatásokon és intézményeken alapul. A nem hétköznapi életvitelhez tartozó helyváltoztatások és utazások körében nem érintjük a népvándorlásokat, háborúkat, bár azok is nagymértékű helyváltoztatással járnak. A turizmus fő szereplője nem a hódító vagy véglegesen menekülő, hanem a külvilágot békésen megismerni vágyó és az állandó környezetébe visszatérő ember.

## A turizmus története
A turizmus története az emberiség fejlődésének fő szakaszaihoz kapcsolódik. A turizmus történetének ismerete hozzásegít a modern turizmus megértéséhez illetve a jövőbeni tendenciák érzékeléséhez is.

## A turizmus rendszere és környezete

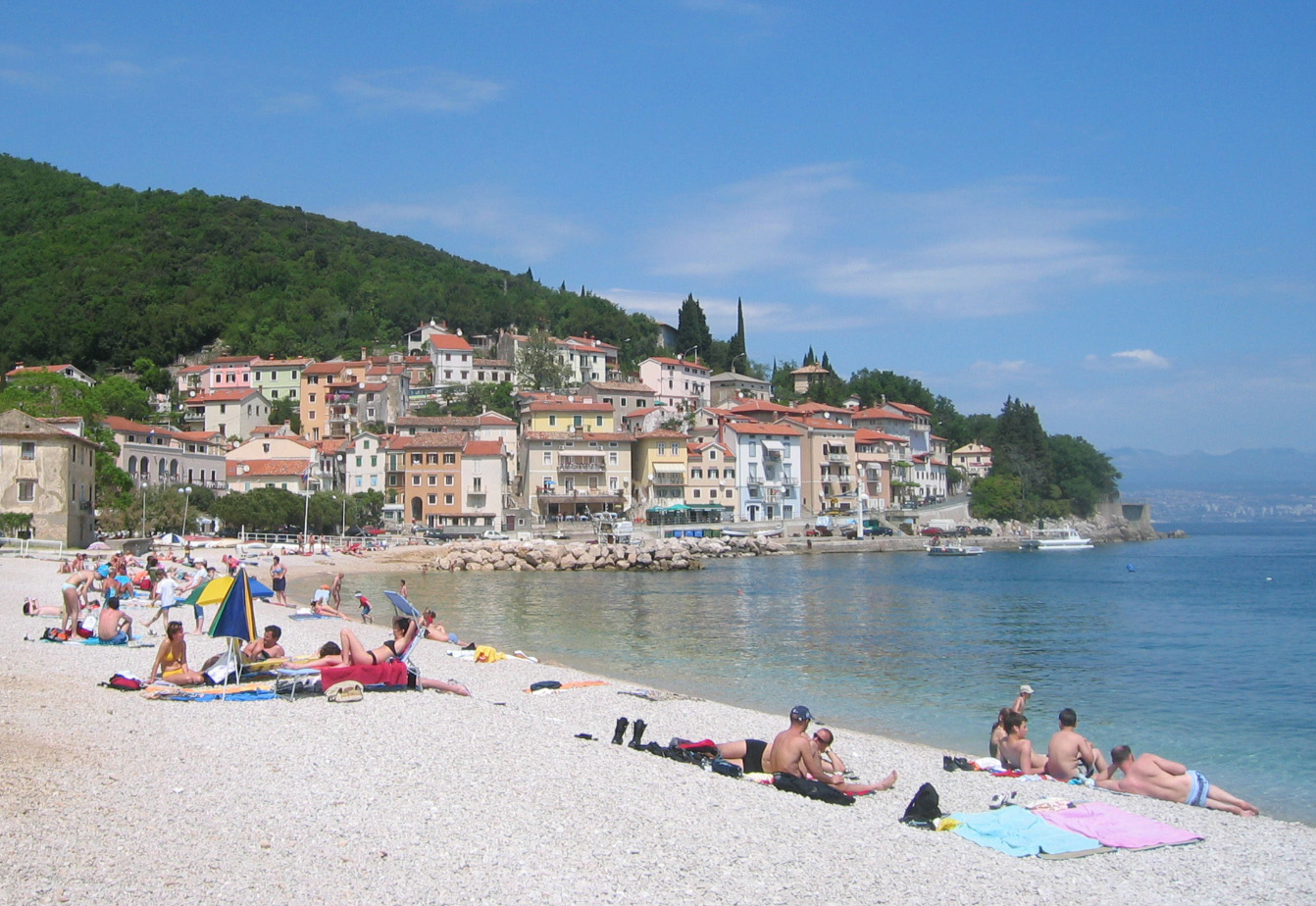
Tengerparti strand (Isztria, Horvátország)

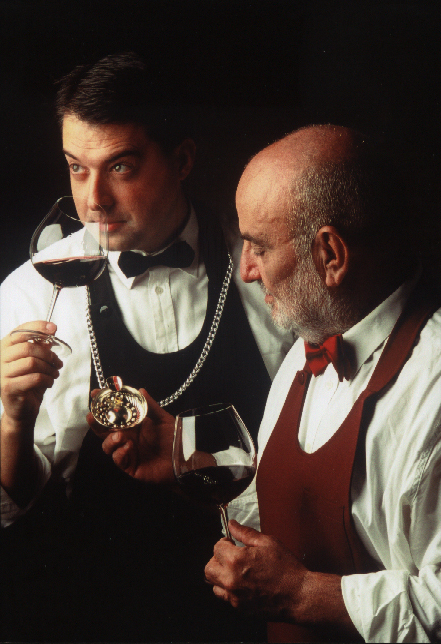
Italkínálás egy étteremben

Az emberi tevékenységek és bonyolult kapcsolatok bonyolult rendszerének részét képezi a turizmus is. Ezek a tevékenységek kölcsönösen függenek egymástól és befolyásolják egymást. (tudomány → technika → politika → gazdaság → kultúra → turizmus).
A turizmust rendszerként felfogva kell meghatározni:
- a környezetét;
- fő elemeit (összetevőit, alkotórészeit, alrendszereit);
- ezek funkcióit és kölcsönhatásait, valamint;
- az egész működési mechanizmusát.

A természet valamennyi társadalmi és gazdasági jelenség kerete, illetve meghatározója. A települések és a fő gazdasági tevékenységek alapvetően a természeti adottságok függvényében alakultak ki a különböző térségekben. A hagyományos ipari vagy mezőgazdasági szerkezetet a szolgáltatási szektor fejlődése jelentősen módosítja. Ezen belül a turizmus napjainkra az egyik legfontosabb területfejlesztési tényezővé vált. Különösen a mezőgazdasági művelésre alkalmatlan, az ipari fejlődésre sem kellően alkalmas területek hasznosítására nyújt jó lehetőségeket a turizmus fejlesztése, főleg ahol szép a természeti környezet. Ezt a tengerpartokon vagy a hegyekben kifejlesztett üdülőközpontok világszerte jól bizonyítják.
A társadalmi-gazdasági tényezők meghatározói és formálói a turizmus fejlődésének. A diszkrecionális jövedelmek és a fizetett szabadság elterjedése volt a feltétele a tömegszerűség kibontakozásának a kereslet oldalán. A kínálat kialakulása részben a tudomány és technika (elsősorban a közlekedéstechnika), részben az általános gazdasági fejlődés függvénye, illetve a kereslet növekedését követte. A politikai tényezők elsősorban a nemzetközi utazások lehetőségét befolyásolják (elzárkózás, illetve nyitottság). A kulturális szint az utazási motivációkra hat. A kultúra a turizmusban az egyik legfontosabb vonzerő (műemlékek, múzeumok, fesztiválok, világesemények, pl. az olimpiai játékok).
A turizmusszektor egy sor, egymással kapcsolatban álló szervezetből áll, amelyek közös célért tevékenykednek. Ez pedig a lakóhelyüktől távollévő emberek fogyasztói igényeinek kielégítése.
Ez valóban egy körülhatárolható rendszer az alábbi jellemzőkkel.
- Nyitott: a környezetével kölcsönhatásban áll.
- Összetett és változatos: a kis családi vállalkozásoktól kezdve a nagy multinacionális vállalatokig mind a turista igényeinek kielégítését célozzák.
- Dinamikus: az állandóan változó piacon tevékenységünk hatásainak folyamatos figyelemmel követése, és az azok alapján szükséges korrekció azonnali elvégzése révén a lehetséges célok elérését biztosítani.
- Interdependens:[3] a szállodák, éttermek, a közlekedési eszközök, az attrakciók, az utazásszervezők, az utazási irodák, az üzletek, a szórakozóhelyek, az állami és a helyi turisztikai szervek mind függenek egymástól, a turista igényeinek kielégítésében mindnek megvan a szerepe. Ha csak egyetlen igény kielégítetlen marad, az egész utazás rossz élménnyé torzul, a turista nem tér vissza többé, az ismerőseinek rossz hely hírét költi.
- A turizmus két alrendszerre, a keresletre és a kínálatra oszlik. Ezek egyúttal a turizmus piacának is fő összetevői. A kereslet és a kínálat összetevői az ábrán láthatók.

## A turizmus felosztása

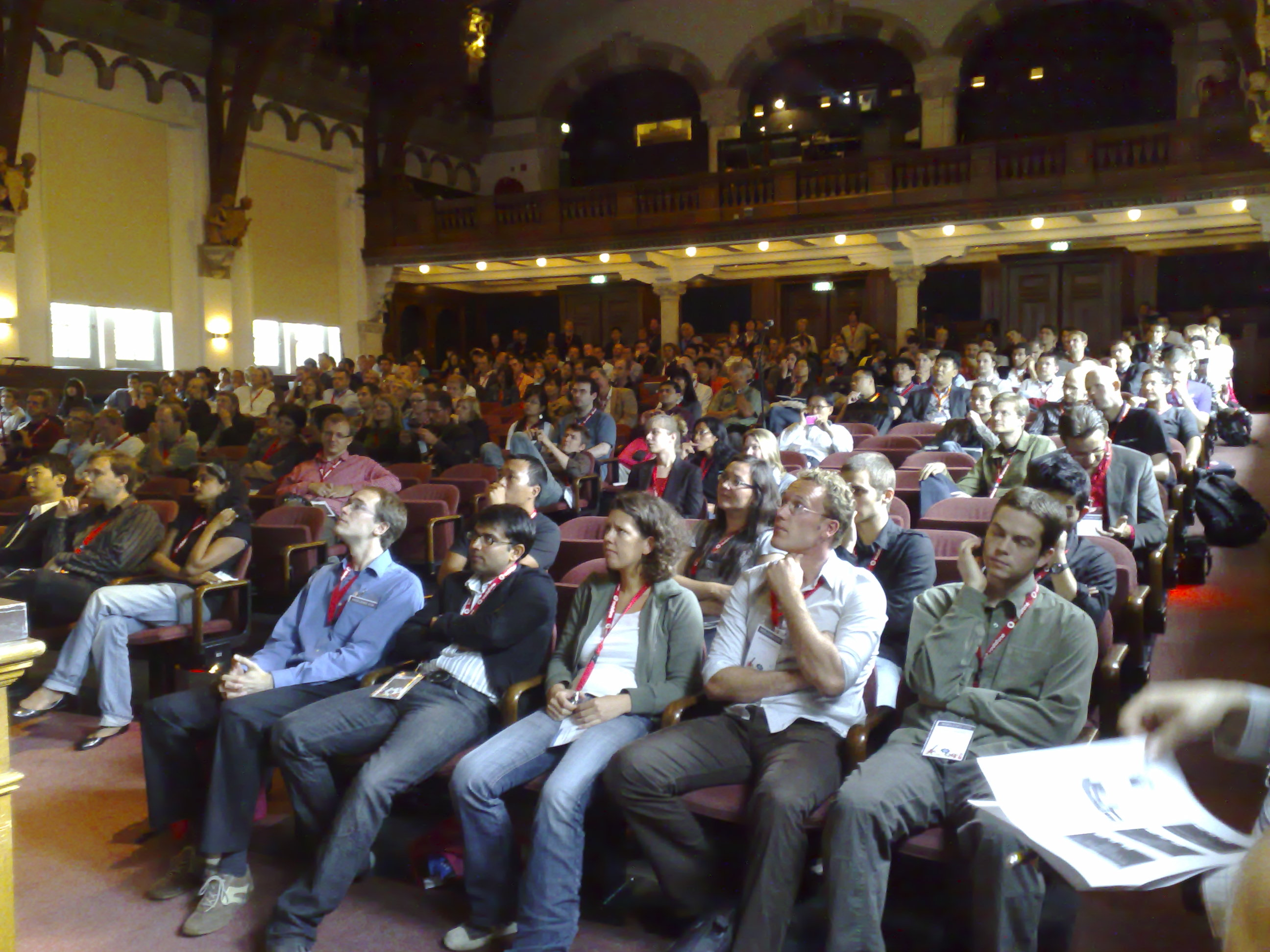
Nemzetközi konferencia

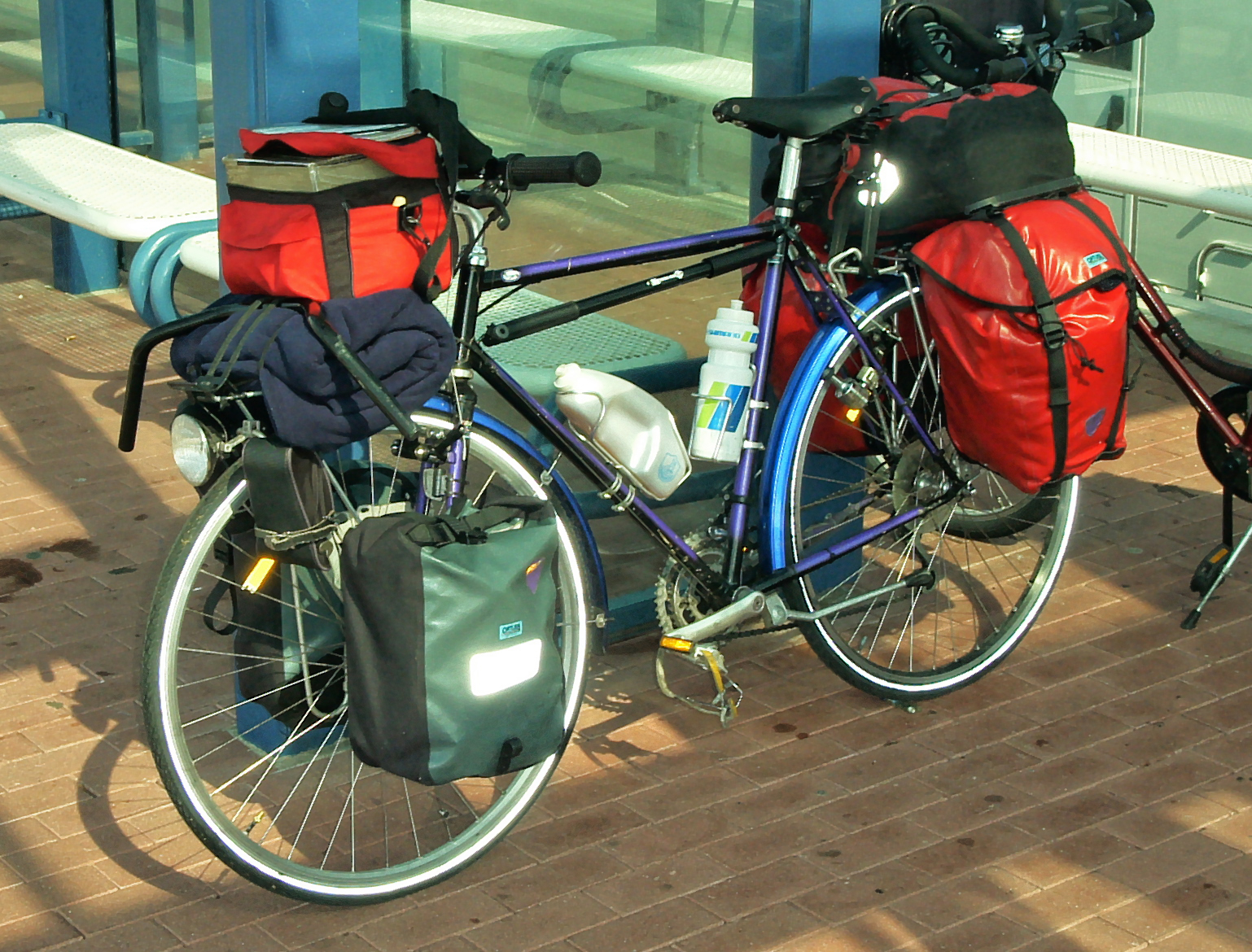
Felpoggyászozott túrakerékpár

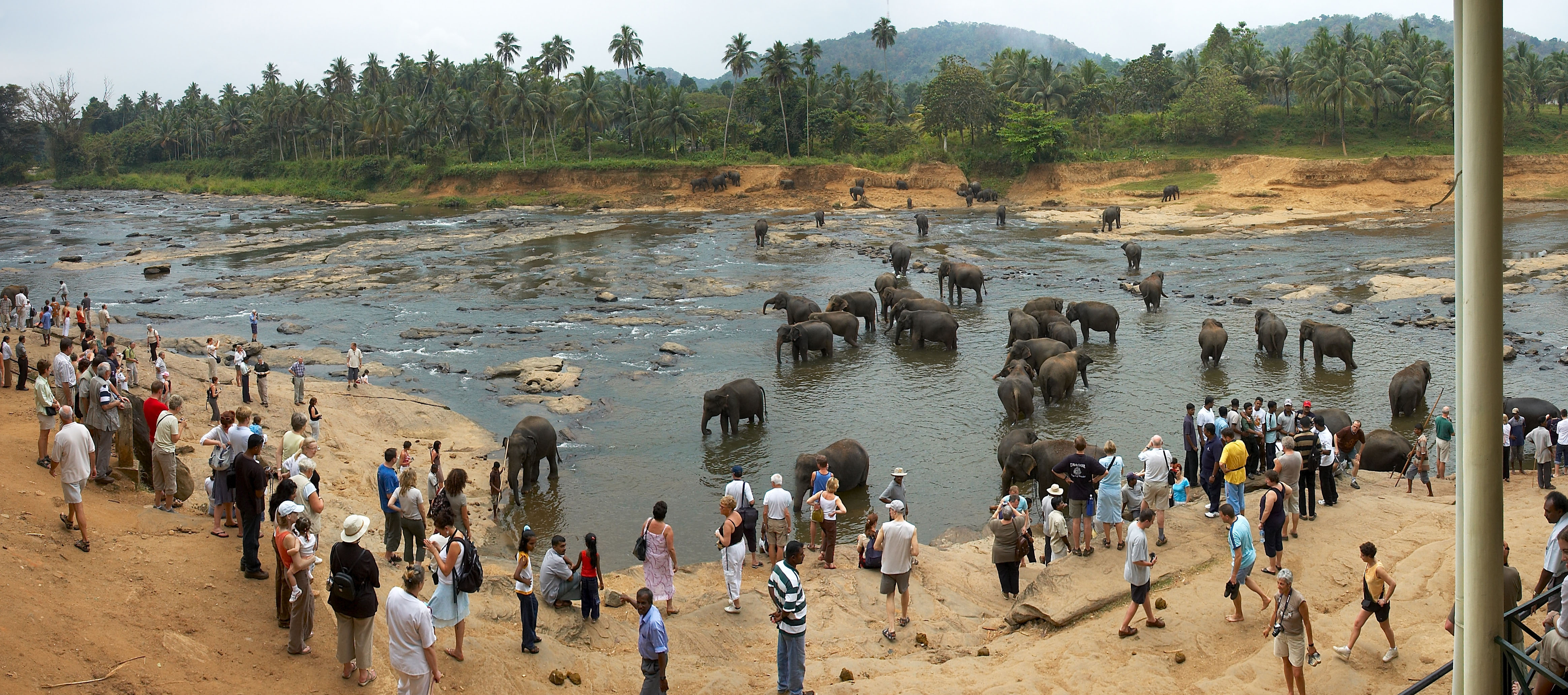
Elefántfürdetést néző turisták Srí Lankán

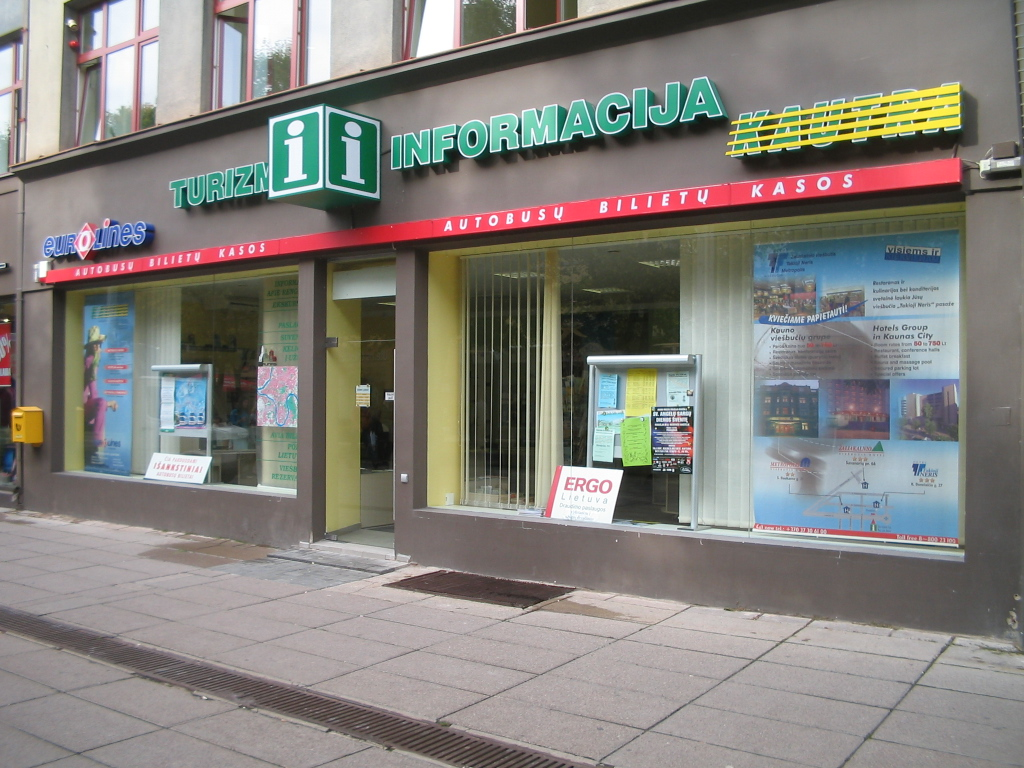
Turisztikai információs iroda Kaunasban (Litvánia)

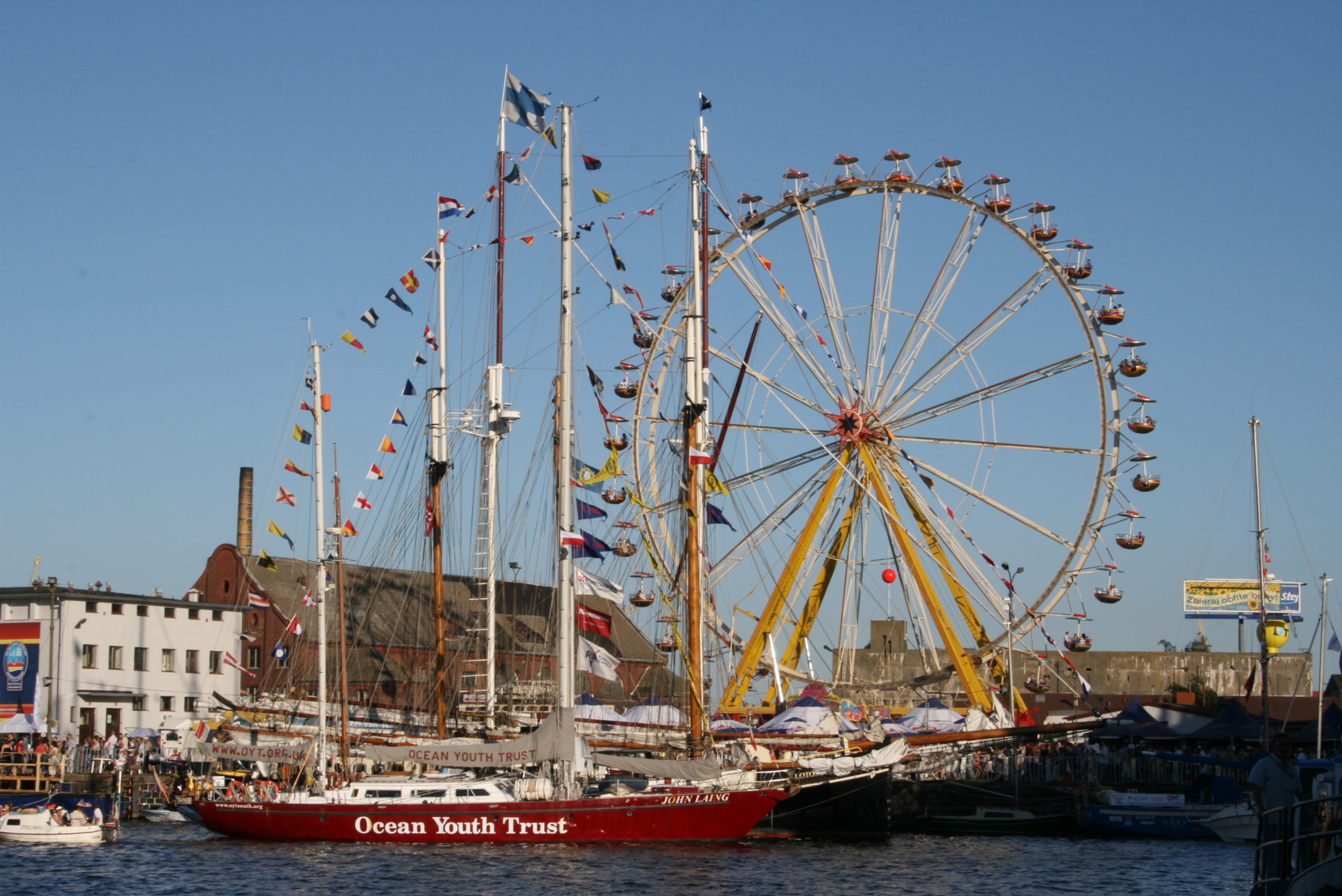
Szórakozás a kikötőben, Szczecin, Lengyelország

A turizmus sokrétűsége, bonyolultsága miatt a turizmus fajait igen nehéz csoportosítani. Különféle szempontok alapján születtek már elhatárolások, de mivel a turizmus egyes ágazatai több csoportosításba is beleférnek, egyértelmű elhatárolásuk még várat magára. A hágai kongresszus felosztását követően alapvetően két nagy csoportba lehet az egyéni és a társas turizmust felosztani. Ezek a hivatásturizmus vagy szakmai turizmus és a szabadidős turizmus.
A felosztások lehetnek még: cél és motiváció szerint, földrajzi kiterjedés szerint (belföldi, külföldi), időtartam szerint (hosszú turizmus, azaz, minimum négy vendégéjszaka eltöltése idegen helyen, rövid turizmus, tranzit jellegű, átutazó vagy közeli helyre tartó, illetve hétvégi látogatások), évszak, életkor, létszám szerint (társas turizmus: csoportos utazással szervezett, például klubok, intézmények együttes utazása, tömegturizmus, egyénileg szervezett utazás, egyedülállók utazása), gazdasági mérlegre hatása szerint vagy az utazás iránya szerint (aktív turizmus – az adott országba való beutaztatás, passzív turizmus – az adott országból való kiutaztatás), szociális környezet szerint (támogatott vagy szociálturizmus) és a környezettel való kapcsolat szerint (ökoturizmus és falusi turizmus).

### Hivatásturizmus
A hivatásturizmus a foglalkozással kapcsolatos helyváltoztatások során végzett szakmai és szabadidő-tevékenységek együttese.
Fajtái:
- üzleti turizmus,
- konferenciaturizmus,
- kiállítások (kereskedelmi és szakmai),
- A szabadidős turizmusból átvett kategóriák, melyek általában a szakmai rendezvények mellékeseményeit jelentik (városnézés, körturizmus, wellnesz, természetjárás),
- munkával kapcsolatos utazások (pl. diplomáciai út), Lásd még: → VIP személy
- incentív utazások.

### Szabadidős turizmus
A szabadidő-turizmus az állandó lakáson kívüli szabad időben végzett és szabadon választott tevékenységek összessége, amelyeket az ember változatosság-igénye motivál.
- Természetjárás: egy meghatározott útvonal bejárására vagy megadott cél elérésére irányuló, többnyire természeti környezetben folytatott, sportolással egybekötött kirándulás, az úgynevezett túra (gyalogtúra, teljesítménytúra, kerékpártúra, vízitúra, hegymászó túra, barlangtúra, lovastúra, sítúra stb.). Ez gyakran védekezés a civilizációs stressz ellen: a szabadidő olyan eltöltését jelenti, amikor a városi ember elhagyja a mesterségesen kialakított környezetét, és megpróbál természetesebb környezetbe eljutni.
- Üdülőturizmus: endogén[4] tényezőkből indul neki a turista a vakációnak. Az üdülőturizmus során egy helyen vagy egy régióban tartózkodik a vendég (az ideépített fogadóképesség egy- vagy kétszezonos, pl. a termálturizmus).

Fajtái a városnézés, a körutazás és a rokonlátogatás:
- egészségturizmus: gyógyfürdő, wellness;
- szociálturizmus;
- vallási turizmus: zarándokút;
- sportturizmus, amely lehet aktív (síturizmus, lovasturizmus stb.) és passzív (szemlélője a sportnak (Formula–1, olimpia, világ- és Európa-bajnokságok);
- különleges turizmus: hobbiturizmus, szexturizmus, bevásárlóturizmus:
  - kalandturizmus: a turizmus extrémebb fajtái közé tartozik, célja a különlegesen veszélyes élmények (túlélő-túra pl. dzsungel), a társadalomból való kiszakadás (kis tengeri sziget);
  - űrturizmus, amely igazából még nem turizmus.

## A turizmus hatása
A turizmus, mint rendszer azon kölcsönhatásban álló összetevők együttese, amelyek együttműködése az ember változatossága által motivált helyváltoztatását és állandó környezetén kívüli tevékenységeit hivatott elősegíteni.
A turizmus – mint dinamikus nyitott rendszer – a környezetével aktív kölcsönhatásban áll. Az elmúlt fél évszázadban a legfontosabb külső hatótényezők a tudományos, technikai, gazdasági, társadalmi, politikai és kulturális változások voltak, amelyek hatására a turizmus tömegjelenséggé vált. A turizmus is hatott a környezetére, jelentős szerepet játszva:
- a világgazdaság legdinamikusabb elemeként a harmadik szektor (a szolgáltatások) előretörésében, új munkaalkalmak és jövedelmek teremtésében;
- az emberek életvitelének alakításában, a modern világhoz való alkalmazkodás megkönnyítésében, a szabadidőben való regenerálódásban és a személyiségfejlesztésben;
- politikai, társadalmi és kulturális téren; a turizmus e területekkel kölcsönös függésben áll és beépül, ezáltal szerepet játszik a társadalmi változások szükségességének tudatosításában és ezek gyakorlati megvalósításában;
- a természeti és a kulturális környezet alakításában, ahol a turizmus hatása bizonyos esetekben kedvezőtlennek bizonyult, például az élőhely-zavarással, kibocsátással, vagy a vadállatok befogásával, vásárlásával .
- a közlekedésben, ahol a közlekedés különböző ágaiban időszakos csúcsokat, és a légi és autóközlekedésben tömegjellegűvé vált (repülőterek és autósztrádák túltelítettsége).

A jövő – a külső hatótényezők függvényében – várhatóan a turizmus dimenzióinak és formáinak további kiterjedését hozza magával. A turisztikai szakma feladata, hogy erre a szakszerűségre nevelő szakmai képzéssel készüljön fel, mert ilyen módon lehet a pozitív hatásokat erősítve és a negatív hatásokat gyengítve a társadalomba integrálódni.

## A turizmus, mint gazdasági ágazat
A tágabb értelemben vett turizmus vagy idegenforgalom komplex fogalom, amely egyrészt az idegenek rendszeres, tömeges méretű utazásainak összessége egy országba, területre vagy településre akár turistaként, akár szakmai látogatás, rövid munkavégzés, üzletkötés, kereskedelem céljából, másrészt az utazók kiszolgálására irányuló turisztikai szolgáltatásokat és intézmények összességét is magában foglalja. A turizmus igényeinek kiszolgálásával foglalkozó gazdasági ágazatot idegenforgalmi szektornak és turisztikai iparnak is nevezik. Az idegenforgalom a világgazdaság első legnagyobb három ágazata között szerepel az energiaipar és az autóipar mellett, és az ezredfordulóra a világ első számú iparágának jósolták már az 1990-es évek elején. 1992-ben például 476 millió fő vett részt a nemzetközi idegenforgalomban, ők együttesen 279 milliárd amerikai dollár összeget költöttek el. A belföldi (országokon belüli) idegenforgalmat is hozzátéve ugyanebben az esztendőben 3 300 milliárd USD összegre rúgott az utazók által idegenforgalomra kiadott összegek nagysága. Becslések szerint 2005–2010 között az idegenforgalom nagyságrendje akár megtízszereződhet.
A turizmus gyorsítja az egyes államok gazdasági növekedését, növeli az állami bevételeket és hat a tőkebefektetésekre is. Emellett fontos munkahelyteremtő ágazat. Javítja az egyes államok fizetési mérlegét, a világkereskedelemben 7%-ban részesedik. Az idegenforgalom folyton újabb igényeket gerjesztő (multiplikátor) hatású, a kereslet továbbgyűrűzését teszi lehetővé a közlekedésben, a szállodaiparban és a vendéglátóiparban. Növekedése állandó, mindig emelkedő tendenciát mutat.

### A turizmus hozzájárulása egyes országok GDP-jéhez 2008-ban,%-ban[5]
- Albánia – 14,7;
- Ausztria – 14,5;
- Örményország – 10,2;
- Belgium – 8,9;
- Bosznia-Hercegovina – 10,3;
- Bulgária – 12;
- Horvátország – 25,5;
- Ciprus – 21,4;
- Csehország – 10,4;
- Dánia – 8,5;
- Észtország – 20,4;
- Finnország – 8,9;
- Franciaország – 10,9;
- Németország – 8,6;
- Görögország – 17,2;
- Magyarország – 6,7;
- Izland – 13,3;
- Írország – 7,3;
- Olaszország – 9,7;
- Lettország – 7,5;
- Litvánia – 6,2;
- Luxemburg – 8,1;
- Észak-Macedónia – 6,1;
- Málta – 23;
- Montenegró – 24,6;
- Hollandia – 7,4;
- Norvégia – 6,1;
- Lengyelország – 7,7;
- Portugália – 15,7;
- Románia – 5,8;
- Szerbia – 4,7;
- Szlovákia – 12,6;
- Szlovénia – 11,9;
- Spanyolország – 17,2;
- Svédország – 7,1;
- Svájc – 12,6;
- Nagy-Britannia – 9,2.

### Idegenforgalmi marketing

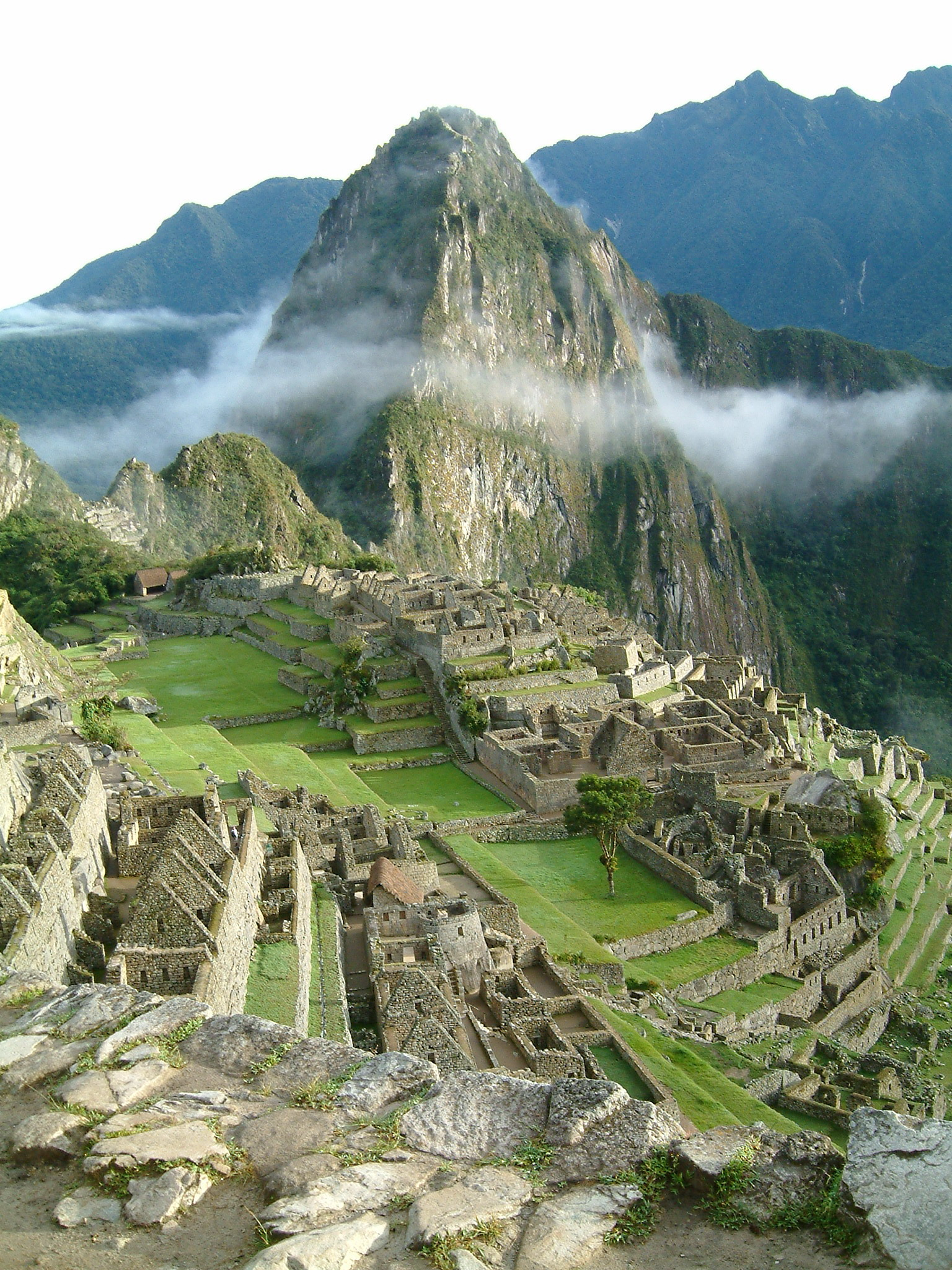
Egy híres turisztikai látnivaló: Machu Picchu (Peru)

A turizmus két alrendszere a kereslet és a kínálat. Ezek egyben – a gazdasági célú elemzés középpontjában álló – piac összetevői is. A kereslet (a küldő terület a potenciális turistákkal) és a kínálat (a turista-fogadó terület a maga szolgáltatásaival) között a kapcsolatot a marketing, illetve  a turisták áramlása (közlekedés) és tartózkodása teremti meg.
A turista számos külső és belső tényező hatására dönt az utazásról. A marketing az utazásra próbál befolyást gyakorolni (a turisták döntésére, elhatározására igyekszik befolyást gyakorolni. illetve egy konkrét szolgáltatás vagy termék megvásárlására akarja rábírni a vásárlót. A turisztikai termék a turista motivációjának megfelelő turisztikai látnivalóra, idegenforgalmi szakszóval attrakciójára (például: műemlékegyüttes, program, intézmény, természeti érték) épülő komplex szolgáltatási csomagokból áll, amelyek tartalmazzák a közlekedést, szállást, étkezést és más szolgáltatásokat. A motiváció és az attrakció összefüggése a turisztikai piac működésének az alapja. A turista–termék és a motiváció–attrakció összefüggéseinek megfelelően a piac szegmensekre osztható. Ennek ismerete a turizmus tervezésének, fejlesztésének és a marketingjének a kulcskérdése.

### Az idegenforgalom változását befolyásoló tényezők
A turizmus növekedését vagy csökkenését sok tényező együttes hatása befolyásolja. Pozitív irányú a változás akkor, ha a társadalomban nő a rendszeres személyi jövedelem, ha stabil az ország pénzneme és ha növekszik a konjunkturális helyzet. Negatívan befolyásolja a turizmus növekedését az ipari termelés visszaesése, a bérstop, az instabil pénznem, illetve a különböző vis maior események (háború, terrorizmus, természeti katasztrófák).
A turizmus alapvetően megváltozott az internet használatával. A világháló szabad utat biztosít a szabad szerkesztésben, nézegetésben, programok összeállításában és  a hely lefoglalásában. Ezt a változást a repülőtársaságok és a szállodaláncok hamar felfedezték. Ma már a vendégek nagy része olcsó „fapados” (budget flights) rendszerben közlekednek (ez többszörösére növelte például az angol turisták számát Magyarországon), olcsó hétvégi szállodai tarifákat alkalmaznak részükre a szállodák. Ma már idegenvezetőt is keresnek egyéni vállalkozói (private guide) rendszerben, akik saját gépjárművükkel is nyújthatnak szolgáltatást.

## Szakmák a turizmusban

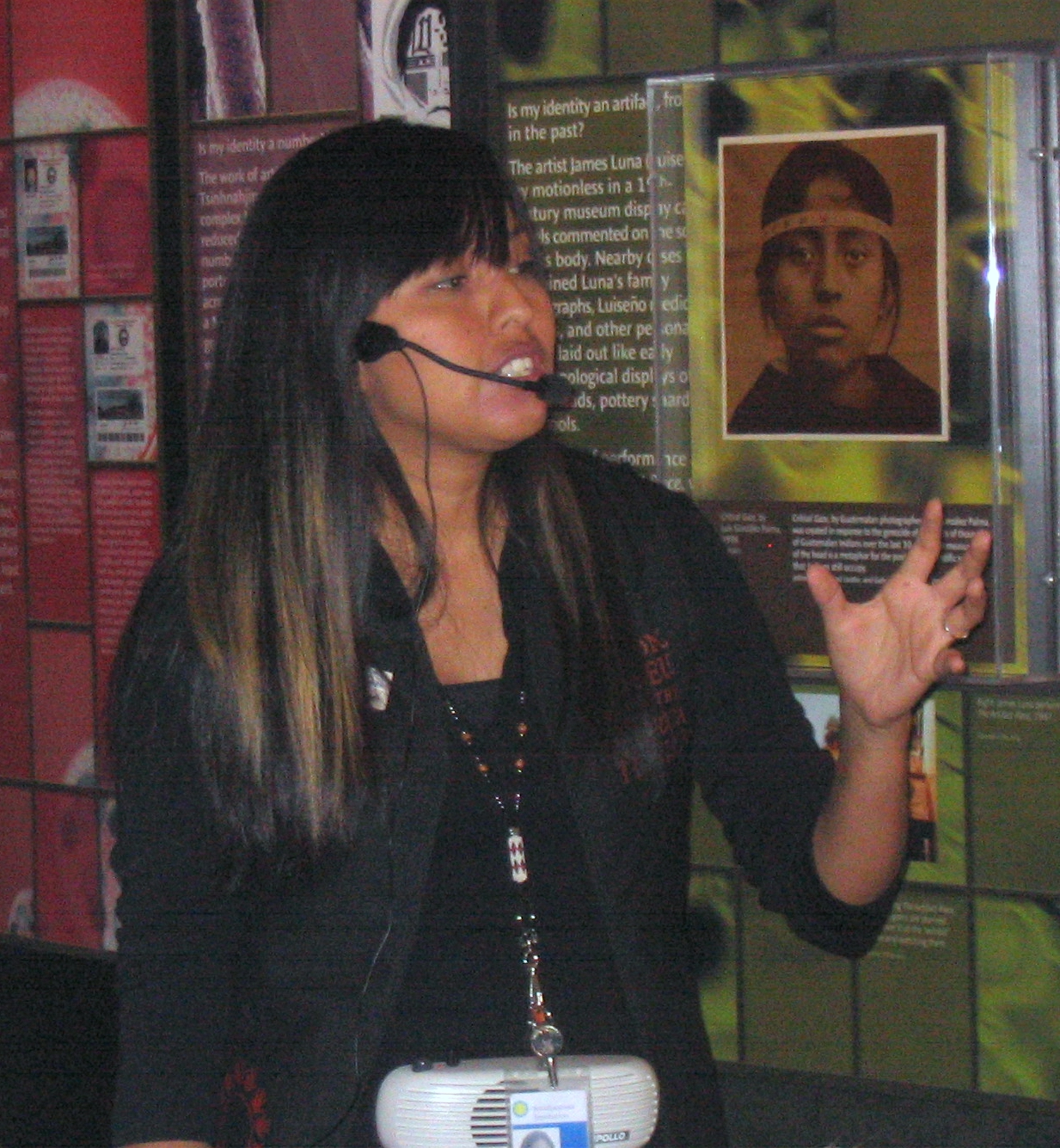
Idegenvezető munka közben

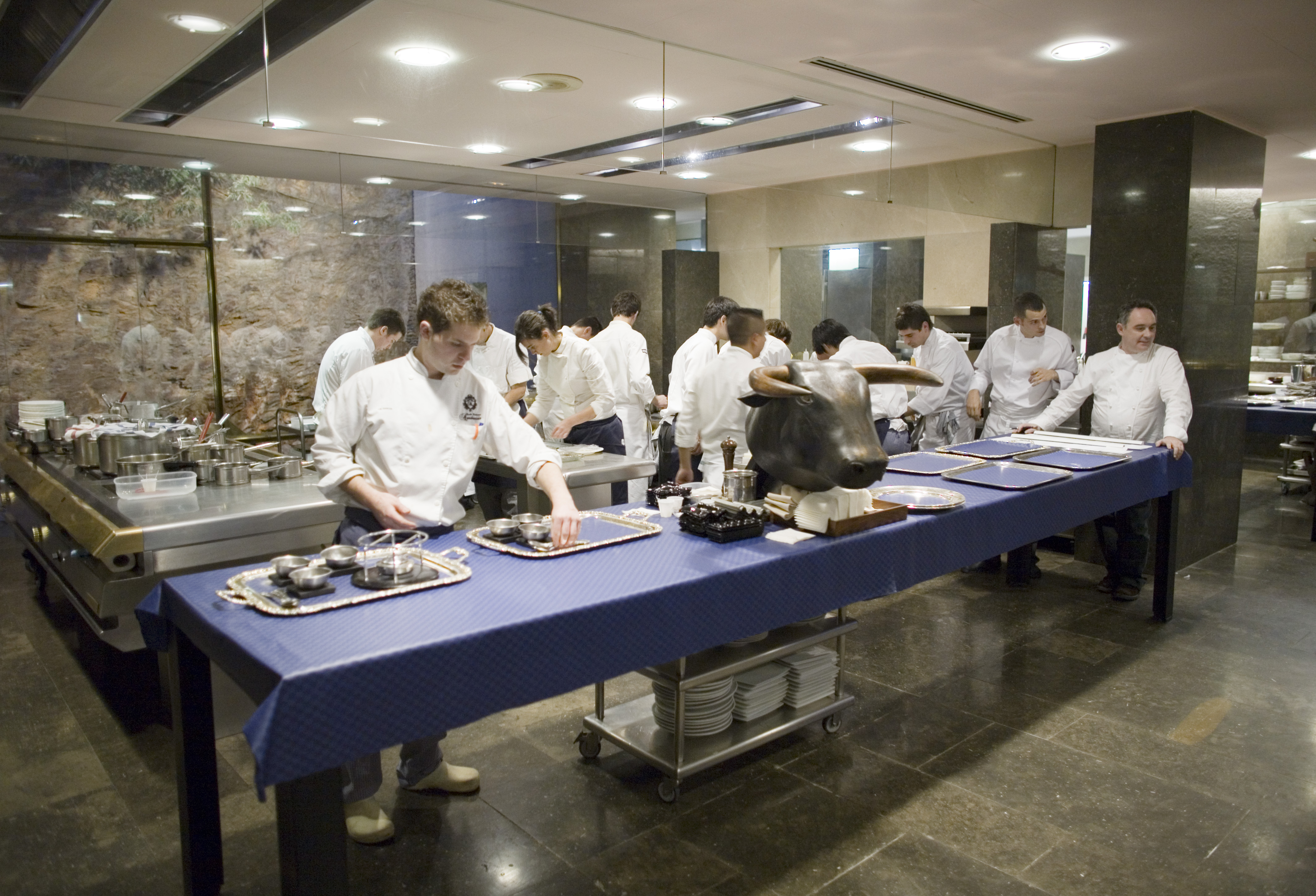
Egy étterem dolgozói a konyhában

A turisztikai rendszer egyik fontos összetevője az utazásszervező és utazásközvetítő szektor, amely a turista és a termék összekapcsolását biztosítja. Az utazásszervező szektor a nagy- és a kiskereskedelmi méretű utazásszervező cégekből, illetve utazási irodákból áll. A szolgáltatók közvetlenül is értékesíthetik a szolgáltatásaikat a piacon.
Az utazásszervező mellett egyéb fontos turisztikai munkakörök pl. az idegenvezető, az utaskísérő, a steward és stewardess, a host és hostess.

### Szakmai követelmények
A turizmust vagy idegenforgalmat, mint szakmát középiskolai, főiskolai és egyetemi szinten is oktatják: fontos része a programnak az idegennyelv-tanulás, a jogi, pénzügyi, számviteli és adózási ismeretek elsajátítása is.
Az utazásszervezés munkájához szükséges alapvető kritériumok:
- ismerni kell az idegenforgalmi célkitűzéseket és az ezekhez kapcsolódó szabályokat, az idegenforgalmat érintő jogszabályokat és hatósági előírásokat, a vállalat üzletpolitikai irányelveit, ügyviteli rendjét, a cég szerződéseit az egyes szolgáltatókkal;
- figyelemmel kell kísérni azoknak a nemzetközi partnereknek és úti céloknak (relációk és desztinációk) a gazdasági és politikai viszonyait, földrajzát, kultúráját, amelyekkel a szervező foglalkozik, és naprakész információkkal kell rendelkezni.

### Kapcsolódó szakmák
A turizmushoz (idegenforgalomhoz) szorosan kapcsolódó egyéb szektorok, tevékenységek:
- közlekedés;
- vendéglátás;
- szálláshely-szolgáltatás;
- programszervezés;
- banki tevékenység: valuta, deviza vétele és eladása.

## Fő országcélpontok
A Turisztikai Világszervezet a a leglátogatottabb országok a 2019. évi nemzetközi turisták száma alapján. (kék alapszínnel az EU-országok):
| No. | Ország             | UNWTO régió   | Nemzetközi turisták (2019) |
| --- | ------------------ | ------------- | -------------------------- |
| 1   | Franciaország      | Európa        | 90,2 millió                |
| 2   | Spanyolország      | Európa        | 83,8 millió                |
| 3   | USA                | Amerika       | 78,7 millió                |
| 4   | Kína               | Ázsia         | 67,5 millió                |
| 5   | Olaszország        | Európa        | 64,6 millió                |
| 6   | Törökország        | Ázsia, Európa | 52,5 millió                |
| 7   | Mexikó             | Amerika       | 44,9 millió                |
| 8   | Thaiföld           | Ázsia         | 39,7 millió                |
| 9   | Németország        | Európa        | 39,4 millió                |
| 10  | Egyesült Királyság | Európa        | 36,9 millió                |
| 11  | Japán              | Ázsia         | 32,1 millió                |
| 12  | Ausztria           | Európa        | 31,7 millió                |
| 13  | Görögország        | Európa        | 31,2 millió                |
| 14  | Malajzia           | Ázsia         | 26,8 millió                |
| 15  | Oroszország        | Európa, Ázsia | 24,4 millió                |

## Egyes régiók, országok turizmusa
- Magyarország turizmusa

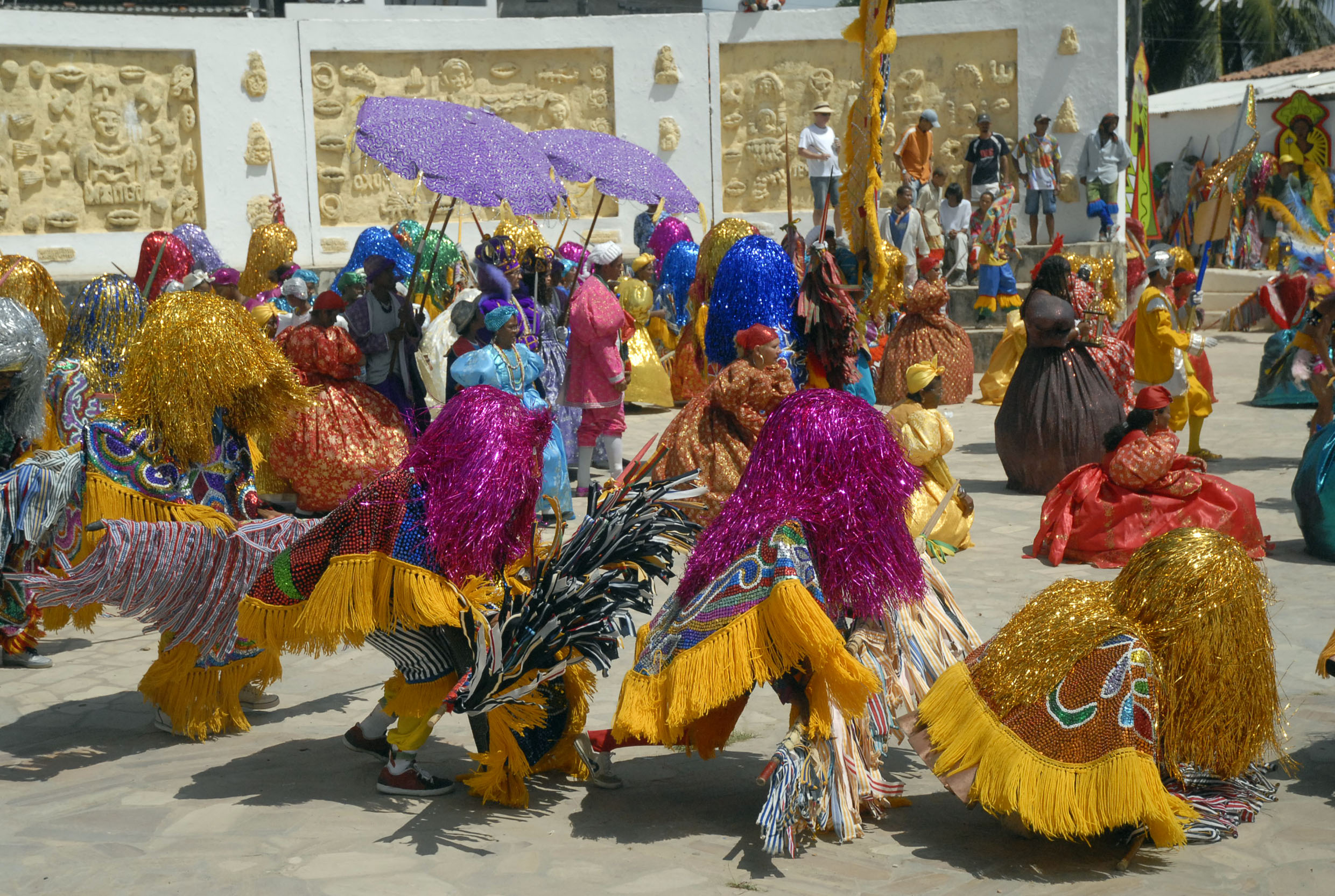
Karnevál Recifében, Brazíliában

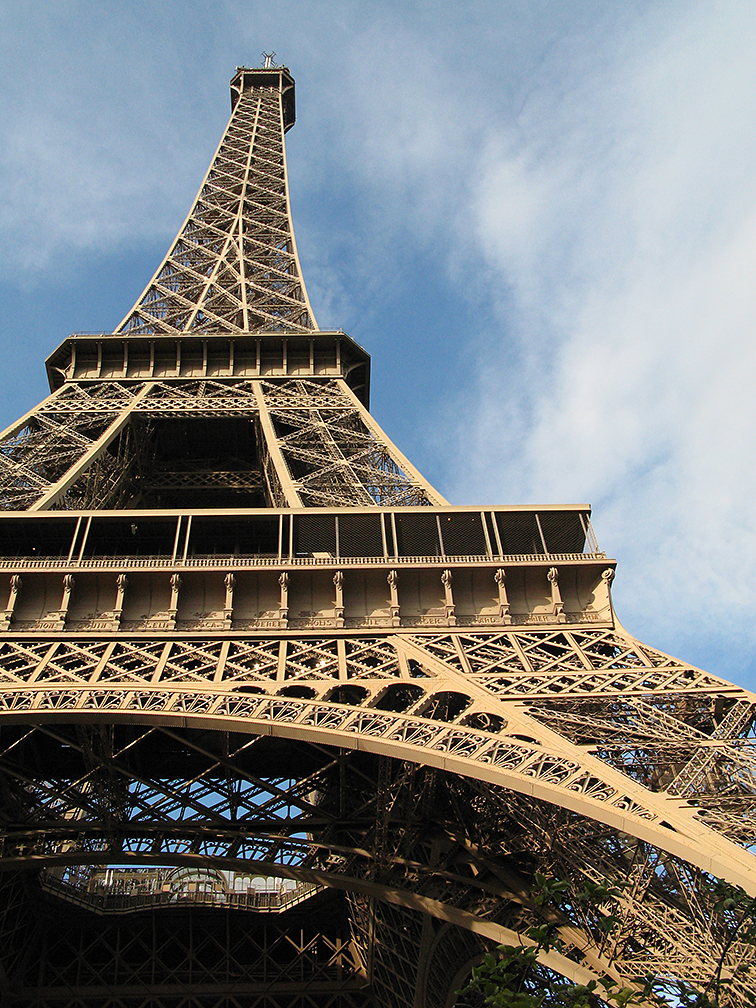
A párizsi Eiffel torony

- A Kárpát-medence magyar emlékei, látnivalói

Európa:
- Ausztria turizmusa
- Görögország turizmusa
- Horvátország turizmusa
- Románia turizmusa
- Spanyolország turizmusa
- Szerbia turizmusa
- Szlovákia turizmusa
- Szlovénia turizmusa
- Ukrajna turizmusa

Más földrészek:
Észak- és Dél-Amerika:
- Mexikó turizmusa

Ausztrália és Óceánia:
- Ausztrália turizmusa
- Óceánia turizmusa
- Új-Zéland turizmusa